# Kirill Gotsuk
Kirill Vadimovich Gotsuk (tiếng Nga: Кирилл Вадимович Гоцук; sinh ngày 10 tháng 9 năm 1992) là một cầu thủ bóng đá người Nga. Anh thi đấu cho F.K. Krylia Sovetov Samara.

## Sự nghiệp câu lạc bộ
Anh thi đấu tại Chung kết Cúp bóng đá Nga 2017-18 cho FC Avangard Kursk vào ngày 9 tháng 5 năm 2018 tại Volgograd Arena với thất bại 2-1 trước đội vô địch F.K. Tosno.